# Rubén Vizcaíno
Rubén Vizcaíno Valencia (Comala, Colima, México; 11 de septiembre de 1919 - 30 de junio de 2004) fue un periodista, dramaturgo, novelista y promotor cultural tijuanense.

## Biografía
Hijo de Felipe Vizcaíno López y Juana Valencia Fuentes, nació el 11 de septiembre de 1919 en Comala, Colima. Se trasladó a Ciudad de México, vivió ahí hasta su juventud; estudió bachillerato en la Escuela Nacional Preparatoria de la UNAM, estudió Derecho y filosofía, mas no concluyó ninguna de las dos carreras. En 1952 llegó a Mexicali, para después, en 1959, trasladarse a Tijuana.
Tras su llegada a Tijuana, Vizcaíno participó con el periódico El Mexicano con una sección que sería conocida a partir de 1978 como Identidad; para 1961 fue delegado del Departamento de Difusión Cultural de la UABC y en 1963 el primer director de Acción Cívica y Cultural del Ayuntamiento de Tijuana (que posteriormente se convertiría en el actual IMAC: Instituto Municipal de Arte y Cultura); ese mismo año fundó la Corresponsalía en Tijuana del Seminario de Cultura Mexicana.
Fue profesor de la Universidad Autónoma de Baja California desde 1964 hasta su muerte en 2004, en 1965 fundó la Asociación de Escritores de Baja California, en 1967 evolucionó a Asociación de Escritores de la Península de Baja California. Como docente de UABC fue insistente en la creación de la Escuela de Humanidades (hoy Facultad de Humanidades) que se consolidó en 1986, ofreciendo licenciaturas en filosofía, historia y literatura; por su labor destacada en esta universidad, fue reconocido como Maestro emérito.

## Obras

### Obras de teatro
- La madre de los vicios (1961)[3]
- La cigüeña de los huevos de oro (1969)

### Novelas
- Tenía que matarlo (1961)
- Calle Revolución (1964)

- En la Baja (2004)

- Matusalem (inédita)
- Celibelia (inédita)[5]

## Distinciones
- Medalla de Honor Adalberto Walther Meade (2001),[4] otorgada por el Congreso de Baja California.

## Legado

### Teatro Universitario Rubén Vizcaíno Valencia

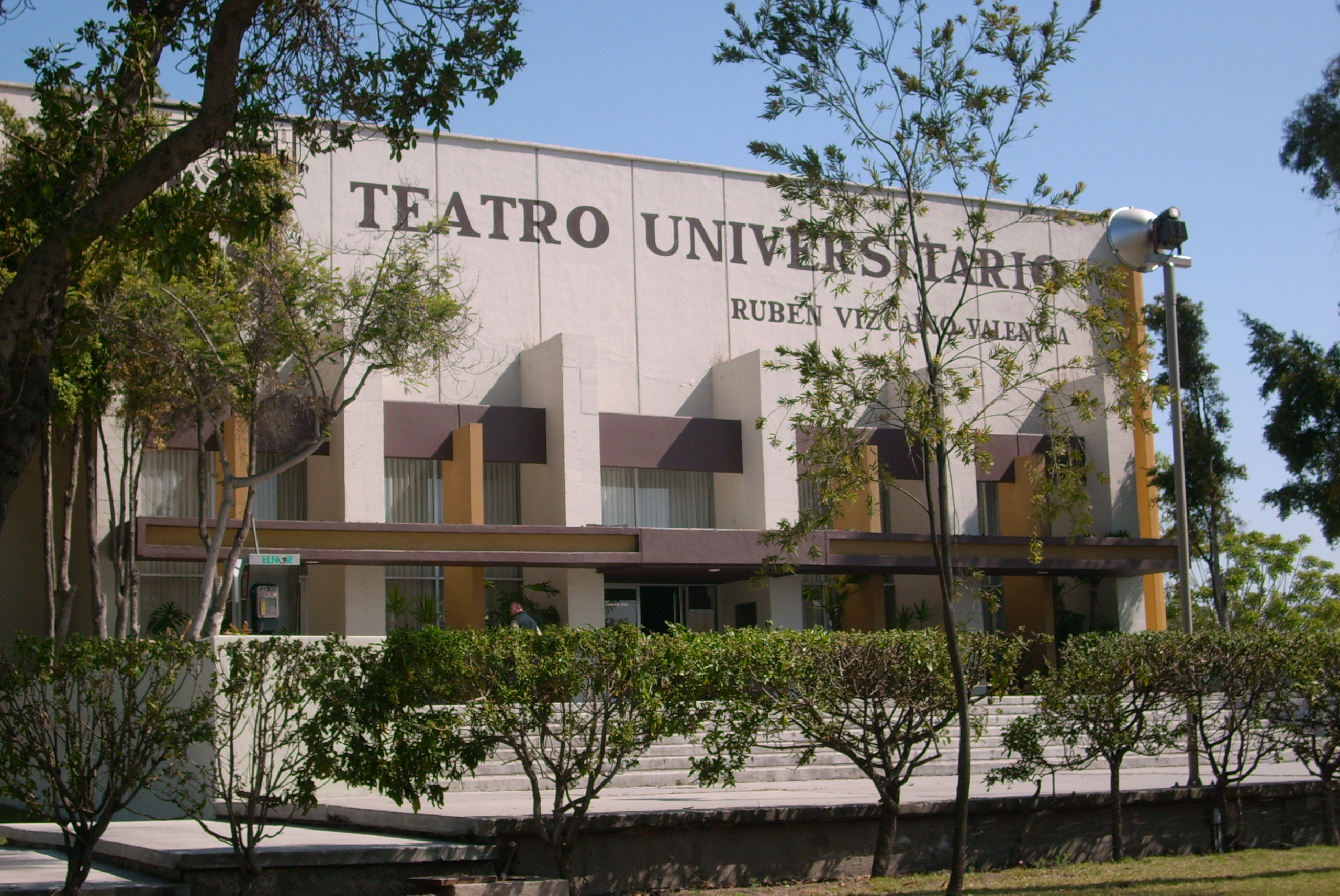
El teatro Universitario de UABC lleva el nombre de Rubén Vizcaíno Valencia por su labor docente y promoción cultural en Baja California.

El teatro Universitario de UABC, fundado en 1976, lleva el nombre de Rubén Vizcaíno Valencia desde 1998 por su labor docente y promoción cultural en Baja California.

### Estación Vizcaíno
En el marco de la conmemoración del noveno aniversario luctuoso del Vizcaíno, el CECUT habilitó el pasillo que conecta El cubo con el estacionamiento subterráneo como un espacio de lectura al aire libre con un iPad programado para reproducir música clásica. En la Estación Vizcaíno se encuentra una estatua del maestro y una placa que reza:
"Rubén Vizcaíno Valencia
1919 -2004
Forjador de instituciones y destacado promotor cultural".

### Jornadas Vizcaínas
En 2009 se establecieron las Jornadas Vizcaínas, una serie anual de actividades culturales en diversos puntos de Tijuana. Estas jornadas son dirigidas por el Centro Cultural Tijuana.

### Premio Rubén Vizcaíno
Anualmente, durante las Jornadas Vizcaínas, se entrega el premio Rubén Vizcaíno a una personalidad destacada en la promoción del arte y la cultura de la región, el premio se entrega a:

"a un ciudadano ejemplar que actualmente replica el quehacer de divulgador y empeñoso gestor de la cultura que fue Vizcaíno"

El laureado de 2021 fue el cronista tijuanense Mario Ortiz Villacorta.